# Вулиця Марії Заньковецької (Черкаси)
Ву́лиця Марії Заньковецької — вулиця в Черкасах.

## Розташування
Починається від вулиці Максима Залізняка і простягається на південний схід до вулиці Пастерівської.

## Опис
Вулиця вузька, асфальтована.

## Походження назви
Вулиця утворена на початку 1960-их років, до 2022 року носила назву на честь Валентини Гризодубової, Героя Радянського Союзу. 22 грудня 2022 на сесії депутати Черкаської міської ради проголосували за перейменування вулиці, на честь Марії Заньковецької, української акторки і театральної діячки.

## Будівлі
Вулиця забудована приватними будинками.